# Festival di Napoli 1967
Il quindicesimo festival della canzone napoletana si tenne a Sorrento il 13 luglio, a Ischia il 14 luglio e a Napoli il 15 luglio 1967.

## Classifica, canzoni e cantanti
| Posizione | Canzone                       | Autori                                          | Artista                                                         | Voti |
| 1.        | 'O Matusa                     | (S. Palomba ed E. Alfieri)                      | Nino Taranto - I Balordi                                        | 28   |
| 2.        | 'A Prutesta O Vesuvio         | (Moxedano e Sorrentino) (Giglio e Modugno)      | Nino Taranto - Gloria Christian Domenico Modugno - Sergio Bruni | 27   |
| 3.        | Pulecenella 'o core 'e Napule | (Paliotti, Palmieri e Pirozzi)                  | Aurelio Fierro - Maria Paris                                    | 24   |
| 5         | Mia                           | (Grotta e Bruni)                                | Sergio Bruni - Robertino                                        | 17   |
| 6         | Angelica                      | (Puglliese, Carrozza e Remigi)                  | Nunzio Gallo - Memo Remigi                                      | 15   |
| 7         | Addio felicità                | (Ippolito e Mazzocco)                           | Mirna Doris - Luciano Tajoli                                    | 13   |
| 7         | Freva 'e gelusia              | (Chiarazzo e Palligiano)                        | Maria Paris - Mario Merola                                      | 13   |
| 9         | Casarella 'e piscatore        | (L. Cioffi, Giovanni Marigliano e Buonafede)    | Mario Trevi - Gloria Christian                                  | 10   |
| 9         | Voce scunusciuta              | (Mallozzi, Barrucci, Colosimo e Giordano)       | Mario Abbate - Nunzio Gallo                                     | 10   |
| 11        | Te faie desidera'             | (Gennaro Amato, Aldo Valleroni e Pietro Faleni) | Lara Saint Paul - Anna German                                   | 9    |
| 11        | 'A canzone                    | (Peretta, Corima e Recca)                       | Robertino - Bruno Venturini                                     | 9    |
| 13        | Allegretto ma non troppo      | (De Crescenzo e D'Annibale)                     | Mario Abbate - Mario Merola                                     | 7    |
| 14        | Mare pittato 'e luna          | (T. Manilo e A. Forte)                          | Aurelio Fierro - Fulvio Picone                                  | 4    |

### Non finaliste
| Canzone | Autori                         | Artista                            |                                      |
|         | Biancaneve                     | (Annona, Acampora e Manetta)       | Mario Trevi - Tony Astarita          |
|         | Carulina nun parte cchiu'      | (Nisa e Chelotti)                  | I Campanino - Teo                    |
|         | Chiuveva                       | (Rutigliano e De Angelis)          | Gelsomina Giannattasio - I Delfini   |
|         | Comme 'o destino d' 'e ffronne | (M. Sessa e Tolu)                  | Tony Dallara - I Jaguars             |
|         | Dint'a ll'arca 'e Noe'         | (Guardabassi e Meccia)             | Gianni Meccia - Paolo Gualdi         |
|         | E facimoce 'a croce            | (Salerno ed E. Lombardi)           | Don Backy - Ettore Lombardi          |
|         | Ma comme va?                   | (Pariante e Monetti)               | Luisa Casali - Lalla Leone           |
|         | Napule vò cantà!...            | (Guspini - Petrucci - Alfieri)     | Nando Prato - Wanda Romanelli        |
|         | Notte 'e nustalgia             | (De Vita - Marchese - Aterrano)    | Tony Astarita - Nora Palladino       |
|         | Nun spezza 'sta catena         | (V. Vairo e B. Napolitano)         | Mirna Doris - Antonio Buonomo        |
|         | 'O tiempo 'e Maria             | (Zanfagna e Caravaglios)           | Peppino Di Capri - Lello Caravaglios |
|         | Sincerità                      | (G. Esposito e F.Colucci)          | Gino Di Procida - Antonio Buonomo    |
|         | Sulo pe' mme e pe' tte         | (E. De Caro, A. Duyrat e M. Festa) | Leo Ragano - Buddy                   |
|         | Tante tante tante tante        | (F. Specchia e A. Olivares)        | Tony Dallara - Lalla Leone           |
|         | Troppa felicità                | (G. Pisano e E. Barile)            | Lando Fiorini - Gino Di Procida      |
|         | Tu, core mio                   | (N. De Lutio e G. Cioffi)          | Nino Fiore - Alberto Roscani         |

## Orchestra
Complesso Vocale i 4+4 di Nora Orlandi.

## Organizzazione
Dell'Ente per la Canzone Napoletana - Ente Salvatore Di Giacomo.